# Odlingsgränsen
För den tänkta biologiska/agrara odlingsgränsen, se odlingsgräns.

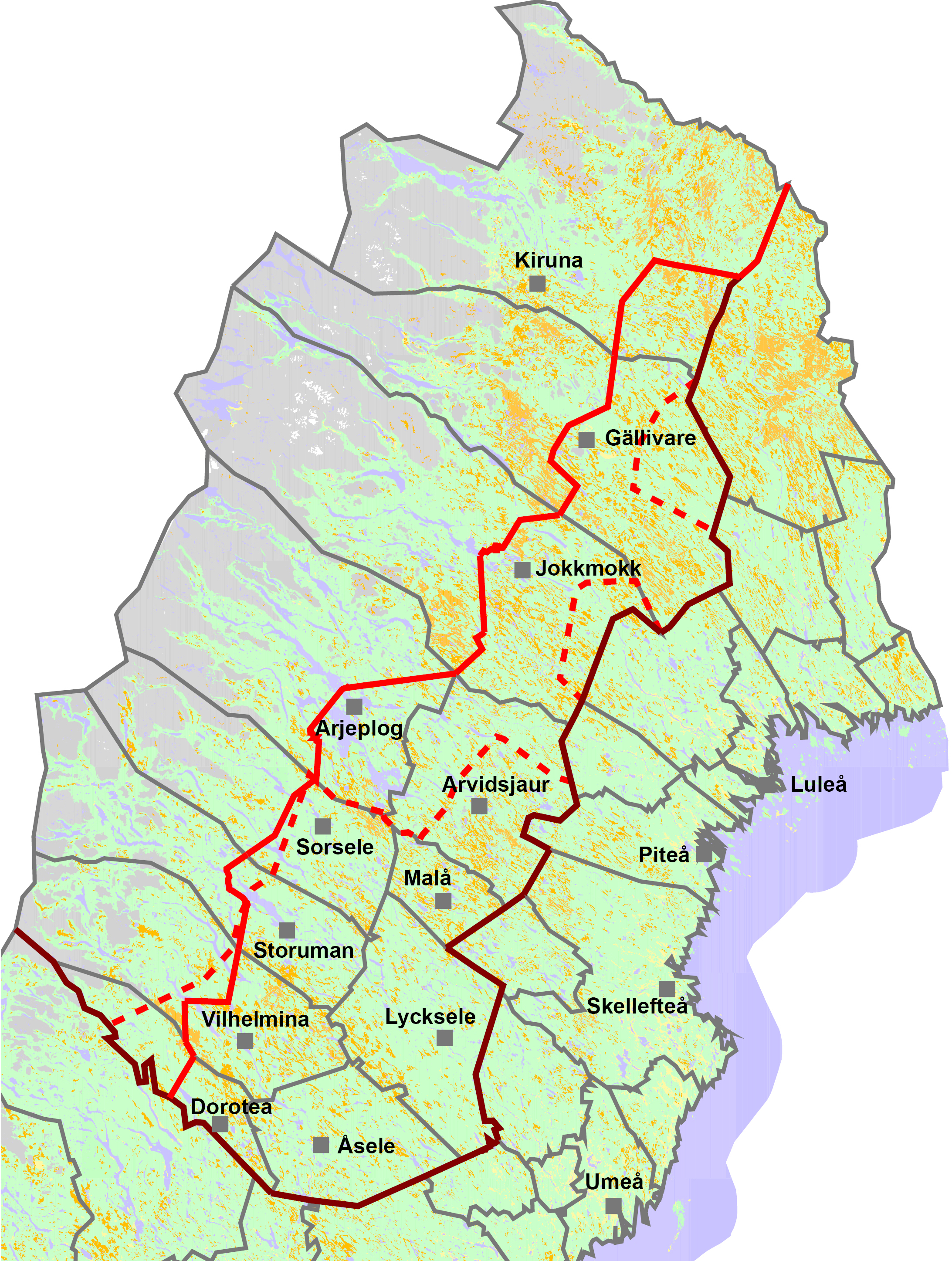
Kartan visar kommunerna i Norrbottens och Västerbottens län, med lappmarksgränsens nu gällande sträckning (längs kommungränserna) i brunt. Den definitiva, nu gällande odlingsgränsen markeras med röd heldragen linje och den provisionella odlingsgränsen med röd streckad linje. Kommunernas centralorter ovanför lappmarksgränsen markeras, liksom några stora orter i kustlandet. Lappmarksgränsen och den definitiva odlingsgränsen baseras på linjeskikt som finns tillgängliga via länsstyrelsernas geodataportal (data från Sametinget). Den provisionella odlingsgränsen har digitaliserats från en karta som publicerades av en utredning 1883.

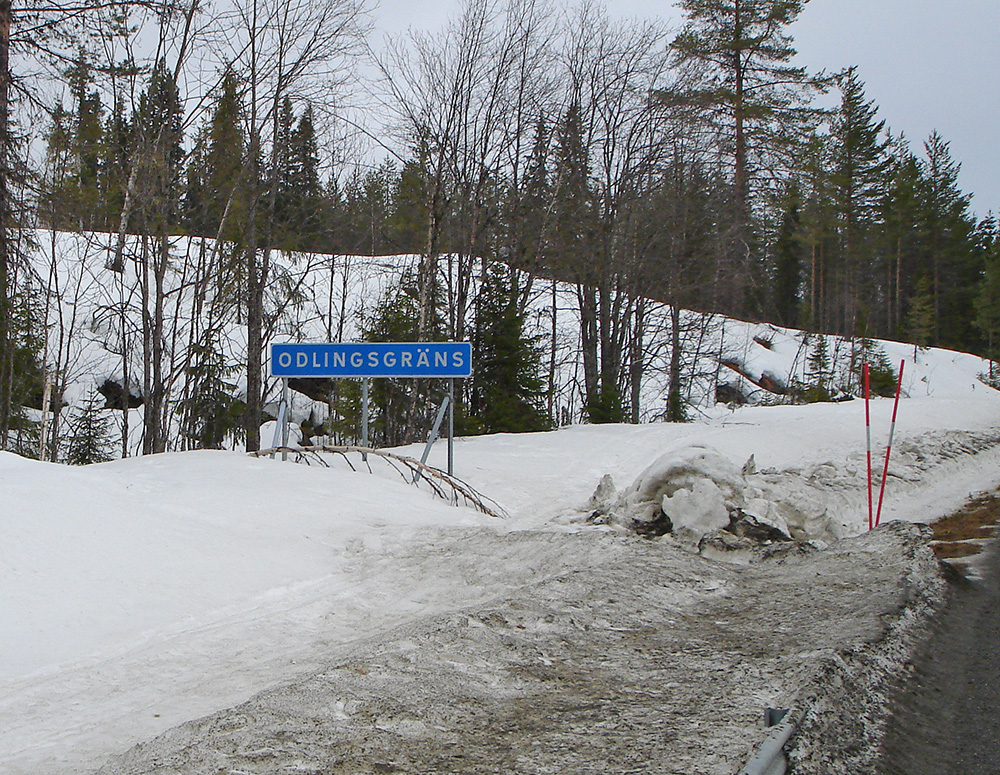
Odlingsgränsen markerad i byn Strömnäs vid sjön Malgomaj i Vilhelmina kommun.

Odlingsgränsen är i Sverige en administrativ gräns som går genom Lappland från nordost till sydväst en bit nedanför fjällområdet. Den var avsedd som en gräns för jordbrukets utbredning västerut, dels för att förhindra anläggandet av olönsamma jordbruk, dels för att skydda rennäringens intressen. I praktiken blev den dock ingen gräns för vare sig odlingar eller fast bebyggelse. Idag har odlingsgränsen betydelse för flera bestämmelser i rennäringslagen samt för en del lagar som reglerar jakt och fiske. I Jämtland och Härjedalen motsvaras den i lagstiftningen av renbetesfjällen.

## Rennäringslagen
Odlingsgränsen har stor betydelse för renskötseln i Sverige, eftersom den förekommer i flera paragrafer i rennäringslagen (1971:437).
- Ovanför odlingsgränsen får renskötsel bedrivas hela året. Området utgör så kallade året-runt-marker. Detta berör framför allt fjällsamebyarna, eftersom skogssamebyarna endast har mindre områden ovanför odlingsgränsen (3 §).
- Nedanför odlingsgränsen i lappmarkerna får renskötsel bedrivas hela året i områden där skogsrenskötsel "av ålder bedrivs". Skogssamebyarna har alltså sina året-runt-marker mellan lappmarksgränsen och odlingsgränsen. I hela området nedanför odlingsgränsen får renskötsel bedrivas vintertid (3 §).
- På statlig mark ovanför odlingsgränsen får upplåtelser av jakt och fiske bara ske om det inte innebär avsevärda olägenheter för renskötseln (32 §). Vid upplåtelse utgår en avgift som delas mellan Samefonden och berörd sameby (34 §). Hittills har sådana upplåtelser hanterats av länsstyrelsen, men i Girjasdomen slås fast att Girjas sameby har ensamrätt att upplåta jakt och fiske inom sitt byområde ovan odlingsgränsen. En statlig kommitté tillsattes 2021 för att ta fram ett förslag till ny rennäringslagstiftning[2], bland annat för att implementera Girjasdomen för övriga samebyar. Regeringen meddelade i november 2024 att kommittén ska avvecklas.[3]
- För mark nedanför odlingsgränsen finns inga bestämmelser om att hänsyn måste tas till renskötseln vid upplåtelser av jakt och fiske. Inte heller utgår någon ersättning till Samefonden eller samebyn. Detta medför att skogssamebyarna behandlas på ett annat sätt än fjällsamebyarna. Enligt juristen Gunnar Prawitz har denna skillnad uppkommit genom en feltolkning av 1886 års lag som sedan förts vidare till senare lagstiftning.[4] Skogssamerättsutredningen accepterade detta resonemang och föreslog att skogssamebyarna skulle få samma villkor som fjällsamebyarna vid upplåtelser av jakt och fiske.[5] Även denna fråga kommer att behandlas i den statliga kommitté som ska ta fram ett förslag till ny rennäringslagstiftning.
- Nedanför odlingsgränsen är samebyarna ersättningsskyldiga för skador som uppkommer på odlingar och trädgårdar under perioden maj–september (90 §). Ovanför odlingsgränsen gäller motsvarande regel för perioden juni–augusti, en tid då fjällsamebyarnas renar vanligen befinner sig på kalfjället och sällan orsakar några skador. Denna regel berör alltså nästan enbart skogssamebyarna, som får lägga ned mycket arbete under sommarhalvåret på att jaga bort renar från odlingar och trädgårdar.[6]

## Historik

### Den provisionella odlingsgränsen
Som en del av förberedelserna inför avvittringen i lappmarkerna fördes under 1800-talets första hälft diskussioner om att dra upp en gräns ovanför vilken den samiska renskötseln skulle vara den prioriterade näringen. Frågan fördes på allvar upp på dagordningen 1867, när landshövdingen i Västerbottens län, Erik Viktor Almquist, lade en motion i riksdagen om inrättande av en gräns ovanför vilken inga nybyggen skulle tillåtas. Han motiverade detta först och främst med omsorgen om de renskötande samerna, som hade trängts tillbaka till fjällen men nu inte fick vara i fred ens där. Dessutom menade Almquist att många odlingar i fjällområdet inte gav tillräcklig avkastning för att nybyggarna skulle kunna försörja sig, vilket ledde till att staten och socknarna fick gripa in med fattigvård och nödhjälp. Almquists motion fick riksdagens stöd och ledde till en skrivelse till Kungl. Maj:t i maj 1867. I skrivelsen föreslogs att en provisionell (preliminär) gräns skulle dras så snart som möjligt, varefter den definitiva gränsen skulle dras i samband med avvittringen.
Kungl. Maj:t tog till sig riksdagens förslag och utfärdade den 13 december 1867 ett brev om "bestämmandet av en provisionell gräns emellan lappmarkernas kulturland och fjällbygd". I detta brev hade tanken om att skydda den samiska renskötseln nästan helt fallit bort. I det kungliga brevet sägs att befolkningen i lappmarkssocknarna, både jordbrukare och renskötare, skulle kallas till sammanträden för att utreda hur långt upp mot fjällen som odling kunde ske på sådant sätt att nybyggarna normala år kunde försörja sig. Därefter skulle man bestämma en provisionell gräns för "ett lönande åkerbruk", och ovanför den skulle nybyggen tills vidare inte tillåtas.
Under 1868 och 1869 hölls sammanträden om den provisionella odlingsgränsen i alla lappmarkssocknarna. Få samer närvarade i Västerbottens län. I Norrbottens län var den samiska representationen större, främst av skogssamer, eftersom fjällsamerna befann sig till fjälls när sammanträdena hölls. Resonemangen blev ganska olika i de båda länen, vilket ledde till att den provisionella odlingsgränsen kom att få helt olika karaktär. I Västerbottens län drogs den ungefär halvvägs mellan lappmarksgränsen och gränsen mot Norge, över de inre delarna av de stora sjöarna Malgomaj och Storuman. I Norrbottens län ville både renskötare och jordbrukare prioritera renskötselns intressen framför nya nybyggen, eftersom merparten av bönderna hade skötesrenar och var beroende av renbetesland. Den provisionella odlingsgränsen i Norrbottens län drogs därför långt österut, delvis längs själva lappmarksgränsen. Gränsen gjorde dock stora krokar så att merparten av Arvidsjaurs socken samt de sedan länge bebyggda områdena kring Vuollerim och Ullatti skulle ligga nedanför.

### Den definitiva odlingsgränsen
År 1873 antogs avvittringsstadgan för lappmarkerna, som i 1 § bland annat säger att en gräns ska bestämmas "emellan de delar av lappmarken, som äro tjänliga för odling, och den mark, där nybyggesanläggningar icke vidare må tillåtas". Avvittringen satte igång i socken efter socken, och den definitiva odlingsgränsen fastställdes i samma förfarande. Samtidigt pågick en utredning om renbeteslagen, den första lagstiftning som skulle reglera rennäringen. Utredarna författade 1883 en skrivelse till Kungl. Maj:t där man poängterade att odlingsgränsen inte bara borde syfta till att avskilja de områden som var olämpliga för jordbruk, utan också skydda samernas rennäring. I skrivelsen anfördes att gränsen måste dras så långt österut att renskötarna kunde nyttja sina vår- och höstvisten utan att riskera att renarna gjorde skada på slåttermyrar som tillhörde fjällbönder. Skrivelsen ledde till att avvittringsstadgan 1883 fick ett tillägg om att samerna skulle höras i processen.
I de fortsatta diskussionerna om den definitiva odlingsgränsen blev lägena för fjällrenskötselns höst- och vårvisten viktiga. I Västerbottens län ledde det bara till mindre justeringar. Den definitiva gränsen kom att löpa nedanför den provisionella gränsen i Dorotea och Vilhelmina socknar, men ovanför den i Stensele och Sorsele socknar. I Norrbottens län framhölls vikten av att också värna skogsrenskötselns intressen, men den definitiva odlingsgränsen kom ändå att dras långt väster om den provisionella, som ju hade gått långt österut. Detta skedde sedan länsstyrelsen i Norrbottens län framhållit att odlingsgränsen inte fick utgöra något hinder för skogssamerna att använda sina gamla renbetesland.
Den definitiva odlingsgränsen fastställdes av Kungl. Maj:t den 20 juni 1890.

## Nybyggen ovanför odlingsgränsen
Enligt det kungliga brevet från 1867 om "bestämmandet av en provisionell gräns emellan lappmarkernas kulturland och fjällbygd" skulle inga nybyggen få tas upp ovanför gränsen. Redan då fanns dock en del sådana nybyggen som anlagts helt legalt. År 1892 beslutade Kungl. Maj:t att de skulle få bli kvar och genomgå avvittring. Dock fanns även ett antal nybyggen som anlagts på olaglig väg ovanför odlingsgränsen, inte sällan av samer. År 1906 fanns enligt landshövdingen i Västerbottens län 533 "nybyggarlappar" och 400 andra bofasta samer ovanför odlingsgränsen. En del av dem var yngre personer som delvis försörjde sig som vallhjon eller renskötare, andra var äldre som mer eller mindre lämnat renskötseln och blivit bofasta, ofta på det lappskatteland som de tidigare varit innehavare av. År 1909 utfärdades en förordning om att länsstyrelsen skulle pröva vilka bosättningar som skulle få finnas kvar, varvid hänsyn skulle tas både till nybyggarnas och renskötselns intressen. Det var framför allt nybyggare som lagt ned mycket arbete på sina odlingar som fick bli kvar, medan andra avhystes. Förutom dessa olagliga bosättningar upplät Domänstyrelsen en mängd skogstorp ovanför odlingsgränsen, fram till 1914 totalt 56 stycken i Västerbottens län och 41 i Norrbottens län. Detta skedde vanligen utan hänsyn till renskötselns intressen. Enligt ett beslut 1915 skulle denna bebyggelse få finnas kvar, men inga ytterligare torp skulle anläggas.
Odlingsgränsen blev alltså inte den strikta gräns för jordbrukets utbredning som det var tänkt. Flera olika bestämmelser infördes med tiden för att reglera och legalisera den bebyggelse som fanns ovanför gränsen. År 1947 tillkom möjligheten att överföra befintliga bosättningar till kategorin "norrländska fjällägenheter" med arrendekontrakt. År 1971 fanns 289 fjällägenheter och ungefär 400 renskötarbostäder i Lappland samt Jämtlands län. En del av dessa har sedan dess försvunnit medan andra har friköpts.